# El Mezón
El Mezón är en ort i Mexiko.   Den ligger i kommunen Chilapa de Álvarez och delstaten Guerrero, i den sydöstra delen av landet, 230 km söder om huvudstaden Mexico City. El Mezón ligger 1 827 meter över havet och antalet invånare är 306.
Terrängen runt El Mezón är kuperad åt nordost, men åt sydväst är den bergig. Terrängen runt El Mezón sluttar västerut. Runt El Mezón är det ganska glesbefolkat, med 43 invånare per kvadratkilometer. Närmaste större samhälle är Zoquitlán, 3,4 km sydost om El Mezón. I omgivningarna runt El Mezón växer huvudsakligen savannskog.